# Люк Буржуа
Люк Буржуа (англ. Luke Bourgeois; нар. 3 березня 1977) — колишній австралійський тенісист.
Найвищу одиночну позицію світового рейтингу — 262 місце досяг 12 червня 2006, парну — 169 місце — 12 січня 2004 року.
Найвищим досягненням на турнірах Великого шолома було 2 коло в парному розряді.

## Титули на челленджерах

### Парний розряд: (4)
| Результат | Ранг | Дата | Турнір               | Покриття | Партнер      | Суперники                       | Рахунок       |
| --------- | ---- | ---- | -------------------- | -------- | ------------ | ------------------------------- | ------------- |
| Перемога  | 1.   | 2004 | Калаундра, Австралія | Тверде   | Лу Єн-Сун    | Марк Главати Шеннон Неттл       | 7–6(7–2), 7–5 |
| Перемога  | 2.   | 2005 | Берні, Австралія     | Тверде   | Кріс Гуччоне | Александер Гартман Скотт Ліпскі | 6–4, 6–3      |
| Перемога  | 3.   | 2006 | Берні, Австралія     | Тверде   | Лу Єн-Сун    | Рафаел Дюрек Ейлун Джонс        | 6–3, 6–2      |
| Перемога  | 4.   | 2007 | Лансароте, Іспанія   | Тверде   | Рік де Вуст  | Ноам Окун Дуді Села             | 6–3, 6–1      |